# Estenofàgia
Els organismes estenofàgs (del grec stenos, "estret" i phago, "menjar") són aquells que s'alimenten d'una minsa varietat d'aliments. En canvi, els eurifàgs (del grec eurys, "ample" i phago, "menjar") són aquells organismes que ingereixen aliments molt diversos.
En general, els macròfags tenen tendència a ser estenòfags, és a dir, estan més especialitzats alimentàriament que els micròfags.